# کیتاکاتا، فوکوشیما
کیتاکاتا در استان فوکوشیما در کشور ژاپن  واقع شده‌است  که دارای جمعیت ۵۴٬۶۸۴ نفر و مساحت ۵۵۴٫۶۷ کیلومتر مربع با تراکم جمعیت ۹۸٫۶  نفر در کیلومترمربع است و در تاریخ ۴ ژانویه ۲۰۰۶ به عنوان شهر شناخته شد.